# Бриссак (замок)
Бриссак (фр. Château de Brissac) — замок в долине Луары, в районе Бриссак-Квинсе коммуны Бриссак-Луар-Оберж, расположенный в департаменте Мэн и Луара, Франция. Собственность принадлежит благородной семье Коссе, глава которой носит французский наследственный титул герцога Бриссака. Министерство культуры Франции внесло замок в список исторических памятников.

## История
Первоначально замок был построен Фульком Нерра как крепость (графами Анжуйскими) в XI веке. После победы французского короля Филиппа II над англичанами он передал это поместье Гийому де Рошу. В 1434 году это сооружение было приобретено и перестроено Пьером де Брезе, богатым главным министром королей Франции Карла VII и Людовика XI. Во время правления (1515—1547) короля Франциска I собственность была приобретена Рене де Коссе, который был назначен губернатором Анжу и Мэна, и до нашего времени замок остаётся в собственности семьи Коссе-Бриссак.
Во время религиозных войн во Франции в 1589 году замок перешёл во владение лидера протестантов Генриха Наваррского. Сильно повреждённую крепость планировалось снести. Однако Карл II де Коссе встал на сторону Генриха Наваррского, который вскоре стал королем Франции. В благодарность король Генрих подарил ему поместье, благородный титул герцога Бриссака и деньги на восстановление замка в 1611 году.
Восстановление здания сделало его самым высоким замком во Франции, а его фасад отражает влияние архитектуры барокко XVII века. Благодаря браку семья Коссе-Бриссак также приобрела замок Монтрей-Белле, но позже продала его.
В этом замке 12 августа 1620 года произошло одно из примирений Людовика XIII со своей матерью Марией Медичи, поднявшей войска против своего сына. Примирение происходило в комнате Юдифи в присутствии высшего духовенства страны, вскоре после поражения мятежных войск под Пон-де-Се. Между ними было достигнуто временное перемирие. Тем не менее, это продолжалось недолго, и королева-мать в конце концов была изгнана.
Потомки первого герцога Бриссака содержали замок до 1792 года, когда имущество было разграблено во время Французской революции. Он оставался в запустении до тех пор, пока в 1844 году не началась программа реставрации, которую продолжили последующие герцоги Бриссак.

## Замок Бриссак сегодня
Сегодня Шато де Бриссак по-прежнему принадлежит семье Коссе-Бриссак. В настоящее время недвижимостью управляет Шарль-Андре де Коссе-Бриссак, 14-й герцог Бриссак, который является старшим сыном Франсуа де Коссе-Бриссака, 13-го герцога Бриссака (1929—2021).
Всего в замке семь этажей, что делает его самым высоким замком в долине Луары. В замке насчитывается 203 зала и комнаты. Замок открыт для экскурсий и ночлега в своих номерах, а в роскошном позолоченном театре проводится ежегодный фестиваль в долине Луары. До недавнего времени он также использовался в качестве места размещения бразильского журнала о знаменитостях "Caras".

## Замок в популярной культуре
В середине 1990-х годов замок занимал видное место в качестве временного стадиона для французских баталий Iron Chef в оригинальном японском телешоуIron Chef. Два сражения поваров были проведены в замке Бриссак и показаны в Японии 12 апреля 1996 года. Первая битва, в которой основным ингредиентом был лосось, состоялась между Бернардом Лепринсом и японцем Кумеем Накамурой, шеф-поваром Iron Chef, и её выиграл Лепринс. В то время Лепринс был шеф-поваром в ресторане La Tour d'Argent в Париже. Вторая битва была между  Пьером Ганьяром и французским шеф-поваром Iron Chef  Хироюки Сакаи с основным ингредиентом - лобстером, и её выиграл Ганьер.
Замок также был показан в японской визуальной новере Fate/Stay Night.